# Santa Giustina in Colle
Santa Giustina in Colle – miejscowość i gmina we Włoszech, w regionie Wenecja Euganejska, w prowincji Padwa.
Według danych na rok 2004 gminę zamieszkiwało 6396 osób, 376,2 os./km².